# تمرد برشلونة العسكري 1936
تمرد برشلونة العسكري يوليو 1936 هو جزء من انقلاب يوليو 1936 ضد حكومة الجمهورية الإسبانية التي أشعلت الحرب الأهلية. لم يكتب النجاح لهذا التمرد في برشلونة، مما أدى إلى فشل الانتفاضة العسكرية في كل كتالونيا.
منذ الساعات الأولى من يوم 19 يوليو، تخلت بعض وحدات حامية برشلونة عن ثكناتها وخرجت إلى الشوارع، بهدف التقدم نحو وسط المدينة واحتلال النقاط الرئيسية للمدينة التي سمحت لهم بالسيطرة عليها. وقبلها في يوم 17 يوليو استولى ضباط الانقلاب في الجيش الأفريقي على محمية المغرب، وثار المتآمرون بقيادة الجنرال غونزالو كيبو ديانو في إشبيلية يوم 18 يوليو. عارض القائد العسكري لبرشلونة ورئيس القيادة المركزية الرابعة الجنرال فرانسيسكو يانو دي إنكوميندا الانقلاب العسكري، لكنه لم يتمكن من منع جزء من الحامية من الانتفاضة والسيطرة على عدة نقاط مهمة في المدينة. على العكس من ذلك، لم تدعم قوى النظام العام الانقلاب.
عندما قامت القوات الموالية للجمهورية بتنظيم الرد على متآمري الانقلاب، بدأ واضحا أن خطط المتمردين قد فشلت. بالإضافة إلى مقاومة قوات الأمن مثل الشرطة وحرس الاقتحام، انضمت عدة وحدات من الحرس المدني لاحقًا. بالإضافة إلى قيام عمال المدينة بقيادة متشددي CNT بتنظيم أنفسهم في ميليشيات وبدأوا في مواجهة المتمردين. بحلول مساء التاسع عشر، هُزم المتمردون وتم أسر زعيمهم الجنرال مانويل غوديد. تم القضاء على ماتبقى من المقاومة في 20 يوليو.
كانت هزيمة الانقلاب العسكري في برشلونة نجاحًا كبيرًا للجمهورية، على الرغم من أنه بعد هزيمة الفصائل العسكرية أصبح من الواضح أن الميليشيات العمالية - خاصة الميليشيات الأناركية النقابية - هي التي سيطرت على المدينة. كانت هزيمة المتمردين علامة على بداية الثورة الإسبانية (1936) وأيضًا بداية قمع شديد في كتالونيا ضد عناصر كونها «فاشية» أو مناهضة للثورة.

## الخلفية

### برشلونة خلال الجمهورية
كانت برشلونة عاصمة المنطقة الكتالونية معقلًا تقليديًا للجمهورياتية الإسبانية منذ القرن التاسع عشر وسرعان ما قبلت المدينة بإعلان الجمهورية بعد الانتخابات البلدية في 12 أبريل 1931 التي فاز بها اليسار الجمهوري لكتالونيا (ERC). وهذا حفز على ابراز القومية الكتالونية نفسها لتكون قوة سياسية كبيرة، وأنشئ مجلس كتالونيا العام لتلبية متطلبات الكتالونيين، والتي أدخلت عنصرًا إضافيًا جديدًا للنضالات اليسار واليمين خلال الفترة الجمهورية. وخلال ثورة أستورياس سنة 1934، حاول القوميون الكتالونيون الأكثر ارتباطًا باليسار السياسي بقيادة لويس كومبنيس، إعلان «دولة كتالونية داخل الجمهورية الفيدرالية الإسبانية» في 6 أكتوبر، لكن الثورة افتقرت إلى الدعم المسلح. واستسلم كومبنيس مع أتباعه في اليوم التالي. كان التنافس السياسي بين قوى اليسار واليمين في كتالونيا معقدًا بسبب القومية الكتالونية. من بين القادة الوطنيين الكتالونيين، كان هناك بالتأكيد قدر أكبر من الانتماء إلى اليسار الإسباني الذي دعم مطالب الحكم الذاتي (دون الوصول إلى الانفصالية)، لكن العديد من المتشددين الوطنيين مازالوا يرفضون اليسارية من قادتهم وكانوا أكثر تحفظًا في القضايا السياسية.
في هذا السياق كانت برشلونة ثاني أكبر مدينة من حيث عدد السكان في إسبانيا، ومينائها التجاري الرئيسي في البحر الأبيض المتوسط، ومدينة تجارية ومصرفية قوية، وكان لديها مناطق صناعية أكبر من مدريد نفسها، لهذا السبب نشأ واستوطن فيها أكبر النقابات في إسبانيا باعتبارها التجمعات التجارية الرئيسية للبرجوازية الإسبانية العظيمة.

### المؤامرة الانقلابية
توقع الجنرال إميليو مولا، «مدير» مؤامرة الانقلاب بوجود عدة بقع صعبة في الانتفاضة العسكرية ومن بينها برشلونة، حيث كانت المدينة مركزًا مهمًا للحركات العمالية وبالتالي كانت إمكانيات الجيش التآمرى هناك أقل بكثير من أي مكان آخر. كان قائد الفرقة المركزية الرابعة، الجنرال يانو دي إنكوميندا مخلصًا للجمهورية؛ وقد أبلغ ضباطه أنه دعم شخصياً حزب الاتحاد الجمهوري ولكن إذا أجبرته الظروف على الاختيار بين حركتين متطرفتين، فإنه لن يتردد في دعم الشيوعية بدلاً من الفاشية. لم يكن هذا رأي أغلبية ضباط حامية برشلونة. ومع ذلك وضمن مسئولية حامية برشلونة، كانت الروح الحقيقية للتآمر هي في الكابتن لويس لوبيز فاريلا. كان الكابتن رامون مولا من أبرز المتآمرين وهو شقيق الجنرال مولا، الذي عمل بدوره كمتعاون وثيق مع «المدير».
كان من المتوقع أن تكون القيادة العليا للانتفاضة في برشلونة على عاتق الجنرال الشهير مانويل غونزاليس كاراسكو، لكن المتآمرين في حامية برشلونة لم يثقوا فيه وضغطوا لتغييره، وأخيرًا تم تعيين الجنرال غوديد لتولي المسؤولية لمقر التمرد. تم إجراء التغيير تقريبًا في اللحظة الأخيرة، والذي انتهى به الأمر إلى عاقبة وخيمة في المستقبل. وكان فرنانديز بوريريل هو الضابط الذي يتولى قيادة الانتفاضة حتى وصول غوديد قائد عام لجزر البليار ومقره في بالما دي مايوركا.
في برشلونة استطاع المتمردون جمع قوة كبيرة، وتمكنوا من جذب عدد كبير من الضباط، ومعهم متطوعين يمينيين من الكارليين والفلانخي. حتى بلغت قوتهم حوالي 3,000 جندي. وكانت خطتهم هي أن الوحدات الموجودة في الثكنات المختلفة في ضواحي المدينة يجب أن تلتئم في بلازا دي كاتالونيا، وفي نفس الوقت يقومون بالسيطرة على المراكز السياسية والإدارية الرئيسية (مجلس كتالونيا العام وبرلمان كتالونيا ودار البلدية ومركز شرطة النظام العام...) وكذلك مراكز الاتصالات (تليفونيكا ومكتب البريد ومحطات الراديو). افترضوا أنه بعد ذلك، سيكون من السهل السيطرة على بقية المدينة. ولكن واجه المتآمرون مشكلة كبيرة. لم يكن لديهم دعم من قوات الأمن أو الحرس المدني الذي كان لديه حوالي 2000-3000 جندي وكان ضباطه (أرانغورين وإسكوبار) موالين لحكومة الجمهورية. كان الوضع أسوأ بكثير في فيلق الأمن والاقتحام، الذي كان لديه حوالي 2800 -3200 جندي وقادته (أراندو، غوميز، مادرونيرو) جمهوريين تماما. وأخيرًا لدى الجنيراليتات قوة موسيز دي إسكادرا الذي به 300 موظف بقيادة المقدم فيليكس غافاري.
ويفتقر المتآمرون أيضا إلى دعم الطيران العسكري، الذي له السرب الثالث الموجود في برشلونة ومقره مطار إل بارت دي يوبريغات بقيادة المقدم دياز ساندينو. لم يكن الأمر كذلك بالنسبة للطيران البحري، التي كانت في صالح المتمردين. كانت قوتها زوج من M.18 Macchi ودورنير دو جيه وفيكرز فيلدبيست.

### الأيام السابقة
قبل أيام قليلة من موعد الانتفاضة العسكرية، ألقت الشرطة القبض على العديد من ضباط حامية برشلونة المشتبه بتورطهم في المؤامرة، وصادرت عدة وثائق تدينهم، ومنها مخطط العمليات العسكرية للتمرد. وفي نفس الوقت انتشرت قوات الأمن بكثافة في العاصمة الكاتالونية، وأجرت العديد من عمليات التفتيش والرقابة للشرطة في الشوارع. أعدت سلطة الجنراليتات بالتعاون مع المقدم فيسنت غوارنر خطة احتواء لانتفاضة محتملة. بالتوازي مع كل هذه الأحداث، بدأ العديد من الرياضيين الأجانب في الوصول إلى المدينة للمشاركة في الألعاب الأولمبية الشعبية المخطط لها.
بعد ظهر يوم 17 يوليو ثارت حامية مليلية العسكرية بشكل غير متوقع. ثم تبتعها مدن أخرى من محمية المغرب، ثم في اليوم التالي ثارت حامية جزر الكناري بقيادة الجنرال فرانسيسكو فرانكو. وفي الساعة الثانية من ظهر يوم 18 يوليو ثار جزء من حامية إشبيلية ضد الحكومة بقيادة الجنرال غونزالو كيبو ديانو الذي اعتقل قادة الفرقة المركزية الثانية وسيطر على القيادة. وتمكن كيبو ديانو وقواته المتمردة من احتلال وسط إشبيلية خلال فترة بسيطة.
وصلت الأخبار إلى برشلونة يوم السبت 18 يوليو. وواصل المتآمرون تحضيراتهم، بينما استعدت السلطات الجمهورية والعامة لاستعداد محتمل. خلال عصر ذلك اليوم رفضت حكومة كتالونيا بقيادة كومبنيس، الطلب الذي تقدمت به نقابات CNT وUGT لتسليم الأسلحة إلى الشعب. جزئياً بسبب الخوف من اندلاع العنف وجزئيا لتجنب كثرة تلك المنظمات التي لا تمتثل لإملاءات السلطة الكاتالونية. وعلى العكس من ذلك قامت السلطات الكتالونية بتعبئة ميليشيا اسكاموتز التابعة حزب دولة كتالونيا وERC وشبيبة يسار كتالونيا الجمهوري JEREC، الذين سلموا لهم أكثر من 200 بندقية.
نفد صبر CNT عندما علم أتباعها بما جرى من أحداث الانقلاب في المغرب ونافارا وقبل كل شيء التمرد العسكري المفاجئ في إشبيلية. فعندما منعت حكومة كاتالونيا عدم توزيع الأسلحة عليهم، بدأوا في جمع مخزوناتهم السرية. وفي تلك الأثناء استولى الاشتراكيون من اتحاد العمال العام على الديناميت المودع في الميناء وعند حلول الليل في 18 يوليو أعدوا قنابل محلية الصنع معها. خلال الساعات الأولى من صباح يوم 19 استمر نشاط النقابات التحضيري، والذي توقع تصادمًا مع الجنود المسلحين باعتباره أمرًا لا مفر منه. من جانبها اقتحمت CNT العديد من مستودعات الأسلحة في المدينة، بما في ذلك سفينة السجن القديمة «أوروغواي» المرساة في الميناء؛ وبعدما تجهز بشكل جيد دعا إلى إضراب عام في اليوم التالي، واستعد للقتال.
ولكن حتى مع حالة التصعيد هذه، أبلغ يانو ديلا إنكومندا الرئيس كومبنيس أن كل شيء هادئ في الحاميات. من جانبهم انتظر المتآمرون طوال يوم 18 لوصول الجنرال غوديد بالطائرة من مايوركا. المعلومات المتداولة من المغرب وإشبيلية وعبر بقية شبه الجزيرة تفترض أن المتآمرين في برشلونة قد خسروا عامل المفاجئة.

## معارك برشلونة

### بداية الانتفاضة

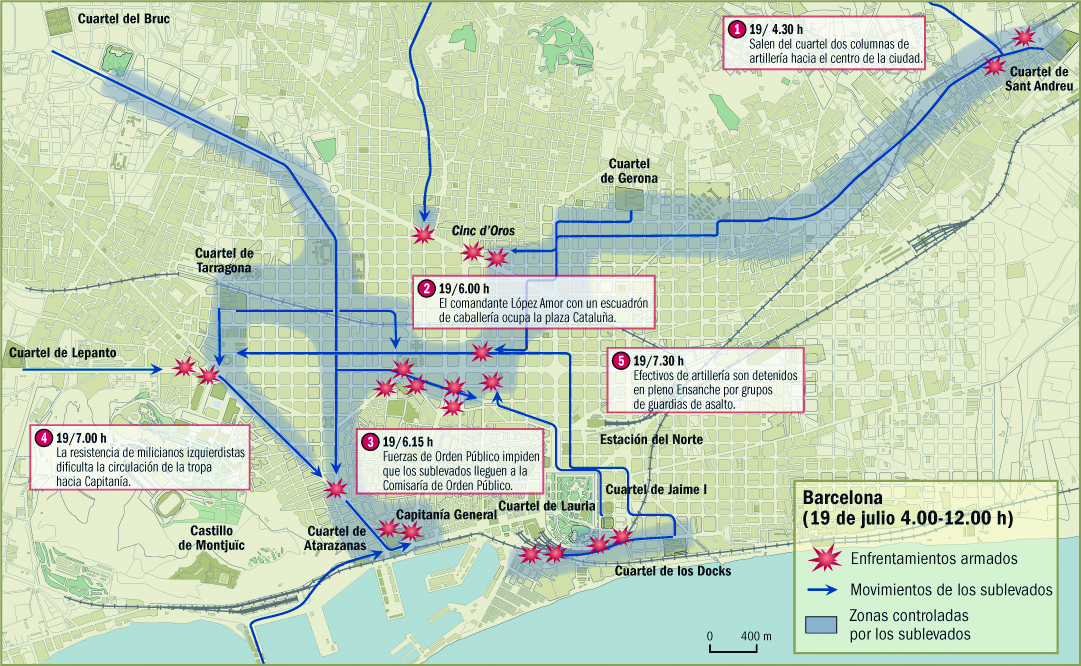
خريطة القتال في برشلونة يوم 19 يوليو 1936.

على الرغم مما أبلغه الجنرال يانو دي إنكوميندا، لم ينم الرئيس كومبنيس في تلك الليلة 18-19 يوليو، لذلك ذهب في نزهة إلى رامبلا برفقة المتعاونين معه. في منتصف الليل الحار علم كومبنيس ببداية الانتفاضة.
استيقظ الجنود المتمردين في وقت مبكر جدًا في ثكناتهم، وكما خططه المتآمرين، ففي الساعة 04:00 بدأ الضباط المتآمرون في تعبئة وإخراج الوحدات العسكرية من ثكناتهم. قام ضباط المتمردين من فوج مشاة باداخوز الثالث عشر - بقيادة القائد لوبيز أمور - بإزاحة قائد الفوج العقيد فرمين إسبالارج وسيطروا على الوحدة. ثم قاموا بتحريك وتنظيم القوات إلى عدة أرتال بدأت من ثكنات بيدرابل (الواقعة إلى الغرب من المدينة)، وتحت قيادة لوبيز-أمور اتجهت نحو بلازا دي كاتالونيا. عبرت فصائل فوج «باداخوز» عدة شوارع حيث واجهت عدة محاولات للمقاومة، والتي قاموا بتحييدها دون صعوبة كبيرة. وعندما وصلت مجموعة لوبيز-أمور إلى ساحة بلازا دي كاتالونيا، انضمت إليهم حامية من حرس الاقتحام كانت تدافع عمها. وشرعوا في احتلال مبنى تلفونيكا، وسيطروا على الطابق الأول، ولكن في تلك اللحظة انهمر عليهم رصاص كثيف من المناطق المحيطة، فقضت بسرعة على رتل للمتمردين. ومع اشتداد النار من المدافعين الجمهوريين، اتخذ المتمردون الملاجئ في فندق كولون والكازينو العسكري ومايسمى بـ «ميزون دوريه». تركوا وراءهم العديد من القتلى والجرحى، ومن بينهم قائدهم لوبيز أمور الذي وقع أسيرًا.
تمكن أحد أرتال فوج «باداخوز» بقيادة الكابتن لوبيز بيلدا، من عبور طريق دياغونال الميناء والوصول إلى وجهته النهائية، وتغلب على جيوب المقاومة التي واجهها. تمكن لوبيز بيلدا من الوصول إلى مبنى القبطانية العامة، حيث اتفق مع الكابتن ليزكانو دي لا روزا على أنه منذ تلك اللحظة في المبنى يجب أن يدافعوا عن أنفسهم ضد هجمات العدو المحتملة وإخضاع كل من يقاوم انتفاضة القبطانية العامة.
بعد وقت قصير من مغادرة الدفعة الأولى من المتمردين، انضم إليهم لاحقًا فوجين لسلاح الفرسان. تم فرز الفوج إلى ثلاث مجموعات مهمتها احتلال ساحات بلازا إسبانيا وبلازا الجامعة وكذلك شارع سان بابلو. تمكن أحد الأرتال من احتلال بلازا دي إسبانيا بدعم من بطارية من فوج المدفعية الجبلية، التي التحمت بالفوج دون مواجهة أي مقاومة. كان من الممكن أيضًا احتلال ساحة الجامعة دون صعوبات كبيرة، والتي بقيت تحت سيطرة المتمردين إلى بعد الظهر. لكن إحدى المجموعات وهي المجموعة التي كانت متجهة إلى شارع دي سان بابلو قد وقعت في كمين لحرس الاقتحام فتم إبادتها عمليا ولجأت فلولها إلى المباني المجاورة.
انضم الجنرال خوستو ليغوربورو إلى الانتفاضة 29 وقام بتركيب مركز عملياته في ثكنات سان أندريس. وانضم فوج المدفعية الخفيف السابع أيضًا إلى الانتفاضة، مع مهمة التقدم على طول شارع باو كلاريس. والوصول إلى ساحة كتالونيا. ومع ذلك عندما تقدموا خلال شارع باو كلاريس التقوا بمقاومة لحرس الاقتحام متمركزة هناك. تسبب إطلاق النار اللاحق في العديد من الضحايا سواء في القوات أو في الخيول التي سحبت قطع المدفعية، تاركة العديد من المدافع التي استولت عليها الحشود الموجودة في الشوارع.

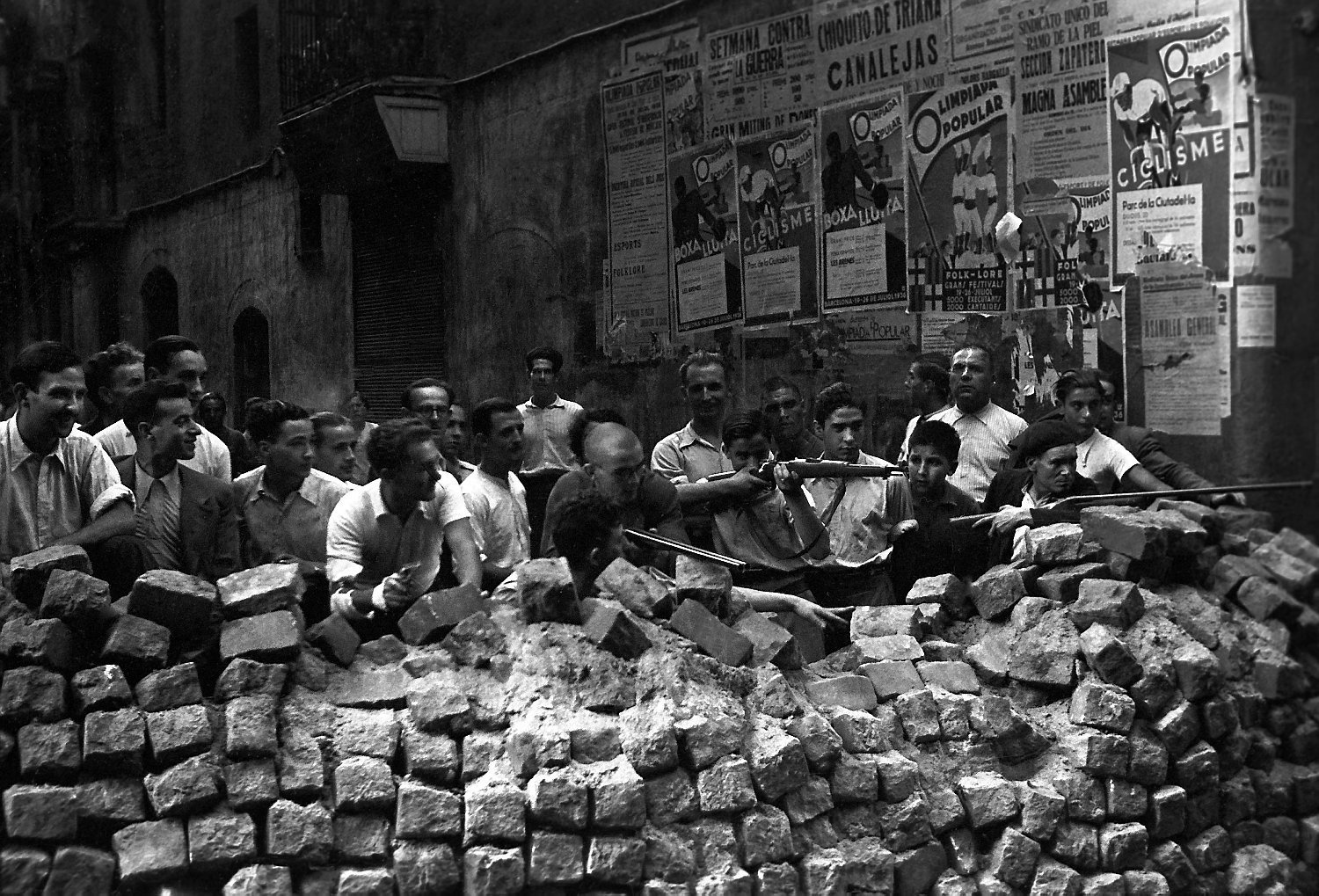
مشهد لأحد الحواجز بنيت صباح 19 يوليو.

من ثكنات دوكس خرج رتل بقيادة الكابتن لوبيز فاريلا من فوج المدفعية الجبلية رقم 1، الذي كان سيأخذ وزارة الداخلية ومحطة فرنسا والميناء. ووفقًا لخطط المتآمرين فمهمة هذا الرتل حماية التعزيزات من فوج المشاة «القنطرة»، لكن هذه التعزيزات لم تأت أبدًا. عندما بدأ رتل لوبيز فاريلا بالتحرك، لم يتقدم أكثر من 500 متر قبل أن يواجه مقاومة قوية من حرس الاقتحام ومقاتلي CNT/FAI، الذين كانوا متحصنين بين أرصفة الميناء وعربات سكك الحديدية. كانت الخسائر كبيرة للغاية وانسحب المتمردون في نهاية المطاف إلى نقاط قوية مختلفة، تاركين وراءهم النقيب لوبيز فاريلا - الذي أصيب بجروح خطيرة وأسر - وبطارية مدفعية. أقنع رجال الميليشيات جنود لبطارية الفوج بالتخلي عن ضباطهم، وأشاروا إلى أنهم خدعوهم عن دوافعهم الحقيقية. وبذلك حصلت الميليشيا على دعم بعض قطع المدفعية.
وصل الجنرال فرنانديز بوريريل إلى قيادة الفرقة المركزية الرابعة، حيث اتصل بأحد ضباط فوج المشاة «القنطرة» رقم 14 وأمر القوات بالخروج إلى الشارع. وشكل العديد من الأرتال بمهمة احتلال محطة راديو برشلونة وأيضًا دعم رتل فوج المدفعية الجبلي الذي غادر فعليا لمحاولة التواصل مع وحدات أخرى. في مركز المدينة. تقدم الرتل الأول إلى شارع لوريا، حيث دمرته المقاومة التي واجهته واضطر إلى اللجوء إلى فندق ريتز القريب؛ تقدم الرتل الآخر في شارع إيكاريا ولكن تم تدميره أيضًا واضطر إلى الانسحاب إلى مواقع دفاعية.

### وصول الجنرال غوديد

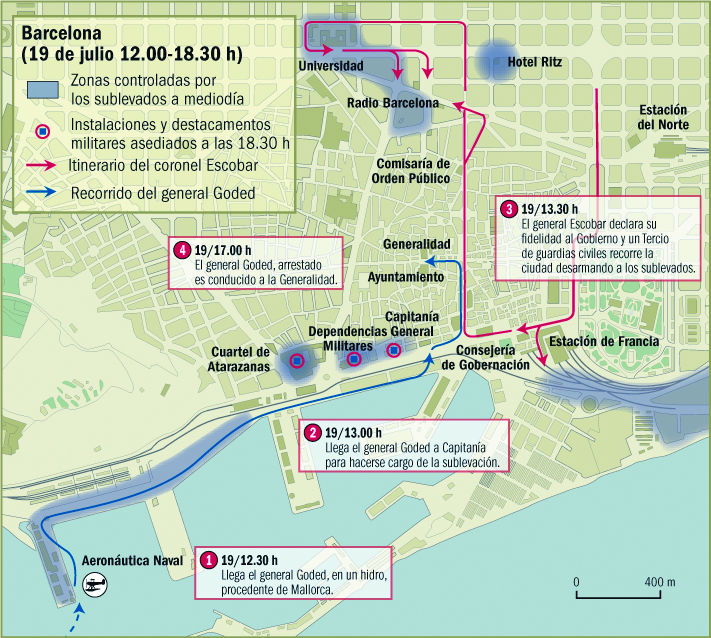
خريطة مقربة للقتال في برشلونة في 19 يوليو 1936.

أعلن الجنرال غوديد حالة التمرد وثار مع حاميته العسكرية في جزر البليار الساعة 07:30. وتمكن في وقت قصير من السيطرة على جزيرتي مايوركا وإيبيزا دون اطلاق طلقة واحدة. وكما اتفق المتآمرون فإن الجنرال غوديد سيغادر مايوركا بمجرد سماعه خطابًا وطنيًا من برشلونة، وهي علامة على بدء الانتفاضة في العاصمة الكتالونية. وفي الساعة 08:45 أعلن المتمردون في برشلونة تمردهم فبدأ غوديد التجهيز للمغادرة. فغادر ميناء بالما دي مايوركا في حوالي الساعة 10:30 صباحًا على متن طائرة مائية وترافقه طائرة مائية أخرى. ووصل ميناء برشلونة حوالي الساعة 12:30، حيث حط في مرسى الطبران البحري. ذهب اللفتنانت كولونيل جاكوبو رولدان من فوج «القنطرة» للقائه وأخبره أن جنود الحامية يقاتلون بشكل جيد، لكنه ختم كلامه:«الله وحده يعلم ماسيحدث عندما يكتشفون أننا نثور ضد الجمهورية» وبعدها ذهب غوديد إلى مبنى القبطانية العامة. فقد كان الجنرال فرانسيسكو يانو دي إنكوميندا مترددًا في مواجهة الانتفاضة. واستمر إنكوميندا في إعطاء الأوامر وإجراء مكالمات هاتفية في محاولة لوقف التمرد، مما سبب ببعض الارتباك بين المتمردين. وبعد نقاش أزاح غوديد الجنرال إنكوميندا من منصبه وتولى إدارة القيادة المركزية الرابعة.

### فشل التمرد
اضطرت القوات المتمردة إلى خوض حرب شوارع شرسة منذ البداية، وبعد عدة ساعات من القتال تمكنوا من السيطرة على بعض النقاط الاستراتيجية في المدينة - قلعة مونتجويك وجزء من مبنى تليفونيكا وبلازا دي كاتالونيا وفندق ريتز وبلازا دي إسبانيا وفندق كولون وثكنات أتارازاناس - بعد أن تعرضوا لخسائر كبيرة. أقام الأناركيون حواجز في العديد من مناطق المدينة لمنع تقدم المتمردين، وانضمت قوات الأمن إلى المقاومة. وساهم بعض حرس الاقتحام بأسلحتهم مع المدافعين الفوضويين. على الرغم من خطة المتمردين، إلا أن أرتالهم قد فشلت في الالتحام بوسط المدينة بسبب ضراوة مقاومة قوات الأمن والميليشيات العمالية التي واجهوها. مثل قوات النظام العام ظل مطار إلبرات مخلصًا للحكومة - جنبًا إلى جنب مع الطيران الجوي الموجود فيها- بفضل حزم المقدم دياز ساندينو.

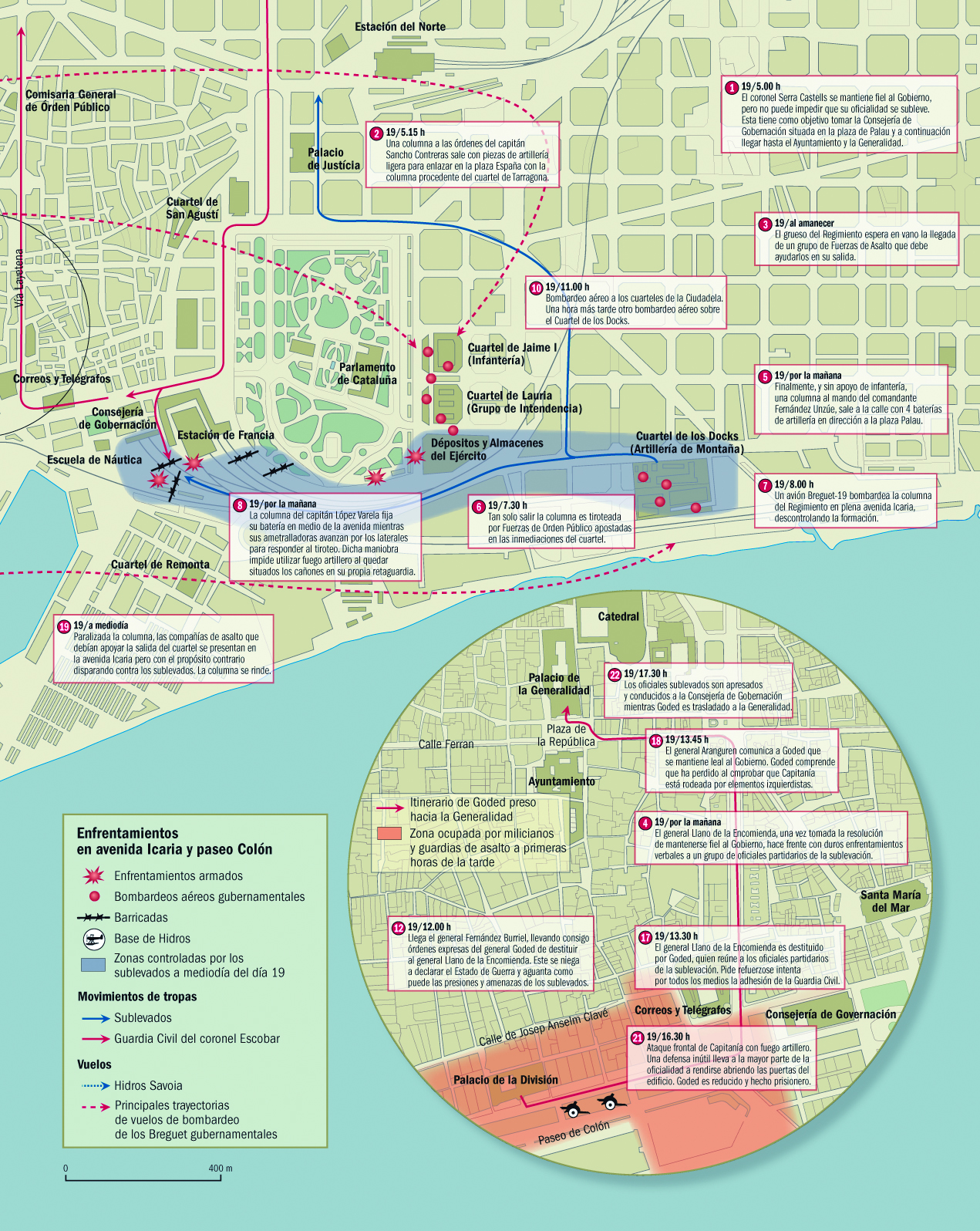
خريطة ثالثة للقتال في برشلونة بعد ظهر يوم 19 يوليو 9361.

شكلت المباني التي احتلها المتمردون مجموعة نقاط منعزلة عن بعضها، حيث حاصرتها الحواجز، وهي متباعدة فلا يتمكنون من مساعدة بعضهم البعض. فأمر غوديد الطائرة المائية بحمل القنابل وقصف مطار إلبرات، لكن مساعد الأميرال ماهون أمر الطائرة بالعودة على الفور إلى قاعدتها في منورقة. على العكس من ذلك نفذت بعض الطائرات من مطار إلبرات هجمات وقصف أرتال المتمردين التي اجتاحت برشلونة، مما تسبب في دمار وإحباط في معنوياتهم.
بحلول الظهر فقد المتمردون السيطرة على بعض المباني التي احتلوها صباحا، وبالكاد امتدت سيطرتهم على مبنيين. فتوقف القتال في ذلك الوقت، فمن غير المعقول أن يهزم الجنرال غوديد ورجاله الميليشيات العمالية ويسيطرون على المدينة. فحاول أن يقنع الحرس المدني بكل الوسائل أن ينضموا إلى التمرد. ولكن رد الجنرال خوسيه أرانغورين رئيس جميع قوات الحرس المدني في كاتالونيا: بأنه لن يطيع إلا أوامر الجنيراليتات. وبدا واضحا بعد الساعة الثانية ظهرا أن المتمردين لا يمكنهم الانتصار، فسيطر الحرس المدني على الشوارع بقيادة العقيد أنطونيو إسكوبار وانحازوا إلى الشرعية الجمهورية، ووضع نفسه تحت قيادة الرئيس كومبنيس. بعد ذلك بوقت قصير سيطرت قوات النظام العام على مباني فندق ريتز وكولون ومبنى تليفونيكا وساحة كتالونيا وساحة الجامعة. وبدأت الميليشيات وقوات الأمن بالتجمع حول مبنى القبطانية العامة، حيث غوديد يدير التمرد. فاقتحم المحاصرين المبنى وأسروا الضباط المتمردين الرئيسيين. واقتيد غوديد أسيرا - الذي تم إنقاذه من الغضب الشعبي بفضل شيوعية برشلونة الشهيرة كاريداد ميركادير (والدة رامون ميركادير قاتل تروتسكي)-. ثم نقل الضباط المتمردين إلى وزارة الداخلية، في حين نقل غوديد إلى الجنيراليتات بحضور الرئيس كومبنيس.
هناك أُجبر على نشر مكالمة طلب فيها من المتمردين الذين ما زالوا يقاومون إلقاء أسلحتهم:
سُمِع صوت الجنرال في جميع أنحاء إسبانيا، مما شجع أنصار الجمهورية في بقية البلاد.

### انتهاء القتال
عند غسق 19 يوليو قاومت ثكنات أتارازاناس القريبة من الميناء، وثكنات سان أندريس (مع ترسانتها العسكرية المهمة) على بعد بضعة كيلومترات من وسط المدينة. كما استمرت مقاومة مجموعة من الضباط والجنود من فوج «سانتياغو»، الذين لجأوا إلى دير الكرمل المنهوب في أفينيدا دياغونال. استمر القتال في 20 يوليو عند بعض النقاط، على الرغم من أن المتمردين خسروا المعركة. أما ثكنات سان أندريس وهي الترسانة الرئيسة في برشلونة ومقر فوج المدفعية الخفيفة السابع التي أخلاها العسكر ليلة 19-20 يوليو، فسيطر الأناركيون عليها، فسقط في أيديهم مابين 30,000 و 50,000 بندقية موجودة بالمخازن. وبالظهر استسلمت ثكنات أتارازاناس بعد مقاومة طويلة ضد الميليشيات العمالية وقوات الأمن. خلال هذه المعارك الأخيرة توفي الزعيم الأناركي الشهير فرانسيسكو أسكاسو أثناء مشاركته في الهجوم الأخير على أتارازاناس، وكانت وفاته ضربة قوية لمعنويات الحركة الأناركية بعد انتصارهم الأخير. قرر المتمردون الذين كانوا لاجئين في الدير الكرمل الاستسلام ولكن أمام الحرس المدني فقط. تجمهر العديد من رجال الميليشيات المسلحة حول الدير. بدأ المتمردون ينفد صبرهم من تلك الحشود وأطلقوا النار عليهم، عندما كانوا يسلمون أنفسهم لقوات الحرس المدني بقيادة العقيد إسكوبار، فاندفع حشد غاضب إلى مكان الحادث مما تسبب بمذبحة حقيقية بين المستسلمين ورهبان الدير. وبعد تلك المقتلة، اعتقل بعض الضباط المتمردين، ولكنهم انتحروا ليلة 19-20 كما كان الحال مع النقيب رامون مولا شقيق الجنرال مولا.
لقد أوقف فشل المتمردين في برشلونة الطريق للانتفاضة في أجزاء أخرى من كاتالونيا حيث كانت هناك نوى تآمرية. ففي لاردة أُعلنت حالة تمرد ونزلت القوات إلى الشوارع، لكن الحرس المدني لم يتمرد وتمكن بمساعدة الميليشيات العمالية من قمعهم. وفي جيرونة أعلن لواء الجبل التمرد ولكن بعد ورود أنباء فشل الانقلاب في برشلونة عادت القوات إلى ثكناتها. في طراغونة ولا سيو دي أورغل ومانريسا لم تحدث أي حركة عسكرية. فقط في ماتارو جرت محاولة فاشلة لتمرد عسكري.

## النتائج

### الانعكاسات السياسية
أضحت برشلونة بعد الانتفاضة الفاشلة فريسة بيد الميليشيات العمالية، التي حصلت على أسلحتها من الترسانة العسكرية ولديها قوة من الرجال المسلحين تفوق بكثير قوات الأمن التي تخضع لحكومة الجنيراليتات. وذكر هيو توماس أنه بعد انتهاء التمرد في برشلونة، كان لدى قوات الأمن 5,000 رجل مسلح، في حين كان لدى CNT-FAI حوالي 30,000 مسلح. وبالتالي على الرغم من أن الأناركيين والقوات الموالية تمكنا معا من هزيمة المتمردين، إلا أن الواقع هو أن الحركة العمالية سيطرت على المدينة وحلت محل السلطة وحكومة الدولة.
وبسبب هذا الوضع زار في ليلة 20 يوليو القادة الأناركيون غارسيا أوليفر وأباد دي سانتيلان وبوينافينتورا دوروتي الرئيس كومبنيس بمناسبة الوضع المستجد الذي جرى. كان بإمكان كومبنيس استخدام قوات الأمن لإجبار العمال على إعادة البنادق والذخيرة التي استولوا عليها، لكنه كان في نطاق خطر وفضل أن يقدم للفوضويين إمكانية اعطائهم القوة أو التعاون مع الدولة. اختار القادة الأناركيون على الرغم من التجربة التاريخية في قمع الجنيراليتات لحركة التحرير الخيار الثاني الذي سيكون للدولة دورًا محدودًا، كما ظهر في الأشهر التالية. من هذا الاجتماع بين كومبنيس والقادة الأناركيين الرئيسيين أنشئت اللجنة المركزية للميليشيات المناهضة للفاشية في كاتالونيا (CCMA) التي كانت هي الحكومة الحقيقية في برشلونة لعدة أشهر. كان هذا بمثابة بداية لما عرف بالثورة الإسبانية
ولكن لم يستمر هذا الوضع المتماسك، وقد حدثت عدة نزاعات ومواجهات في المدينة خلال الأشهر التالية، في تصعيد انتهي مع أحداث مايو 1937. سمح تطبيق سيطرة حكومة الجمهورية القوي على برشلونة. وقيام وكالات مكافحة التجسس التابعة لها بتعطيل أنشطة الطابور الخامس التي أفادت المتمردين فائدة كبرى. فقامت باكتشاف واعتقال جميع قادة الفلانخي تقريبًا الذين نجوا من التمرد الفاشل.

### القمع والعنف في الداخل
نقل ضباط وقادة تمرد الذين قُبِض عليهم بعد انتهاء التمرد إلى قلعة مونتجويك، حيث ظلوا فيها حتى 26 يوليو، بعدها نقلوا إلى سفينة سجن أوروغواي في ميناء المدينة. خلال فترة احتجازهم في سفينة السجن، تم التعامل معهم تعاملا جميلا: فسمح لهم بالجلوس على سطح السفينة وقراءة الروايات من مكتبة السفينة. ومع ذلك فإن الموقف الاستفزازي للعديد من المعتقلين كان سبباً للسلطات لإنهاء هذه الامتيازات. فحوكم على متن أوروغواي الضباط المتورطون في مجلس حرب. وترأس الجنرال مانويل كاردينال المحكمة العسكرية التي حاكمت الضباط المتمردين. وفي 11 أغسطس حكمت على الجنراليين غوديد وفرنانديز بوريل لقيادتهما التمرد العسكري بالإعدام رميا بالرصاص، وأعدموا في اليوم التالي في خندق قلعة مونتجويك. كما أعدم بالرصاص الجنرال ليغوربورو. وكذلك على قادة التمرد الآخرين.
تتناقض تلك المحاكمات مع الأوضاع التي تشهدها الساحة الداخلية لبرشلونة، حيث تسبب وجود الآلاف ممن يحمل السلاح ويتصرف بطريقة غير منضبطة في مشكلة صعب حلها، كما أدرك مفوض النظام العام فيديريكو إسكوفيت ذلك لاحقا. بالإضافة إلى السلطات الثورية حديثة التشكيل، كانت هناك شخصيات تساهلت مع هذا الوضع أو ساهمت فيه، كما كان الحال بالنسبة لأوريليو فرنانديز سانشيز رئيس قسم التحقيق في لجنة الميليشيات المضادة للفاشية، الذي أذن بالاعتداء على سجن أورواغواي الذي توفي فيه العديد من المعتقلين اليمينيين. ففي الجانب الخفي لكتالونيا، ظهر العديد من دوريات قتل منظم وغير منضبطة ضد جميع الذين اعتبروا فاشيين وأعداء الشعب. في أوائل أغسطس قتل 500 شخص في برشلونة.

## ملاحظة
1. ↑  في اللحظات الأولى من الحرب، لم يكن لدى قوات المتمردين علم خاص بهم. ولكن في 29 أغسطس 1936، صدر مرسوم عن مجلس الدفاع الوطني (الهيئة التي كانت تحتفظ بمقر الدولة في المنطقة المتمردة) العلم ثنائي الألوان الأحمر الأصفر.
2. ↑  بلغ مجموع قوات الفرقة المركزية الرابعة نظريًا حوالي 5000 جندي، ولكن في يوليو 1936 كانت القوى العاملة من الفوج والوحدات الأخرى التابعة للشعبة أقل من الحد الأدنى بسبب التصاريح العديدة التي منحت قبل الانتفاضة العسكرية.[5]
3. ↑  باول برستون señala que los militares reclusos en el Uruguay se levantaban y hacían el saludo fascista cuando un buque de la Marina italiana pasaba cerca y así llamar su atención.[56]